# 183 Истра
183 Истра је астероид главног астероидног појаса са пречником од приближно 35,43 km.
Афел астероида је на удаљености од 3,771 астрономских јединица (АЈ) од Сунца, а перихел на 1,812 АЈ.
Ексцентрицитет орбите износи 0,350, инклинација (нагиб) орбите у односу на раван еклиптике 26,383 степени, а орбитални период износи 1704,205 дана (4,665 године).
Апсолутна магнитуда астероида је 9,68 а геометријски албедо 0,189.
Астероид је откривен 8. фебруара 1878. године.